# دوري السوبر الهندي
دوري السوبر الهندي هو منافسة كرة قدم في الهند إلى جانب الدوري الهندي للمحترفين ينظمه الاتحاد الهندي لكرة القدم وتعود ملكيته إلى شركات آي إم جي ورليانس للصناعات المحدودة وفوكس سبورت، وتتم إدارته من قبل مؤسسة تطوير رياضة كرة القدم المملوكة لسيدة الأعمال الهندية نيتا إمباني. بدأ أول موسم له عام 2014 وهو مكوّن من 8 فرق تتنافس على لقب البطولة . وتمكن فريق أتلتيكو كلكتا من الحصول على أول لقب في البطولة

تم تنظيم الدوري للارتقاء بمستوى اللعبة وزيادة وشعبيتها في الهند حيث ألزمت الفرق المشاركة بضم أحد اللاعبين الدوليين إضافة إلى سبعة لاعبين أجانب وأربعة عشر لاعب محليا على أن يكون أربعة لاعبين من نفس المدينة التي فيها النادي 

## نظام البطولة
أقيمت النسخة الأولى من بطولة دوري السوبر الهندي موسم 2014 وكان يضم ثمان فرق يلعبون معا دوري من دورين ذهابا ووإيابا، وسيتأهل أربعة فرق إلى المربع الذهبي الذي سيقام ذهابا وايابا والمباراة النهائية ستقام من دور واحد فقط.